# Phobia (album de Breaking Benjamin)
Pour les articles homonymes, voir Phobia (homonymie).
Albums de Breaking Benjamin
We Are Not Alone
(2004) Dear Agony
(2009)
Singles
1. The Diary of Jane
Sortie : 6 juin 2006
2. Breath
Sortie : 9 janvier 2007
3. Until the End
Sortie : 2 octobre 2007

Phobia est le troisième album du groupe Breaking Benjamin paru en 2006.   
C'est l'album le plus connu du groupe grâce à la chanson The Diary of Jane qui remporte un véritable succès.  

## Liste des titres
Il existe une version acoustique de la chanson The Diary of Jane qui apparaît dans l'album collector ainsi que dans la version japonaise. 
| No  | Titre                | Durée |
| --- | -------------------- | ----- |
| 1.  | Intro                | 1:13  |
| 2.  | The Diary of Jane    | 3:20  |
| 3.  | Breath               | 3:38  |
| 4.  | You                  | 3:21  |
| 5.  | Evil Angel           | 3:41  |
| 6.  | Until the End        | 4:12  |
| 7.  | Dance with the Devil | 3:47  |
| 8.  | Topless              | 3:03  |
| 9.  | Here We Are          | 4:18  |
| 10. | Unknown Soldier      | 3:46  |
| 11. | Had Enough           | 3:50  |
| 12. | You Fight Me         | 3:12  |
| 13. | Outro                | 2:09  |